# Cynomoriaceae
Cynomoriaceae es una familia monotípica del orden Saxifragales cuyo único género, Cynomorium contiene una sola especie: Cynomorium coccineum que se distribuye desde las Islas Canarias, en Lanzarote, Mauritania, mar Mediterráneo y Mongolia.

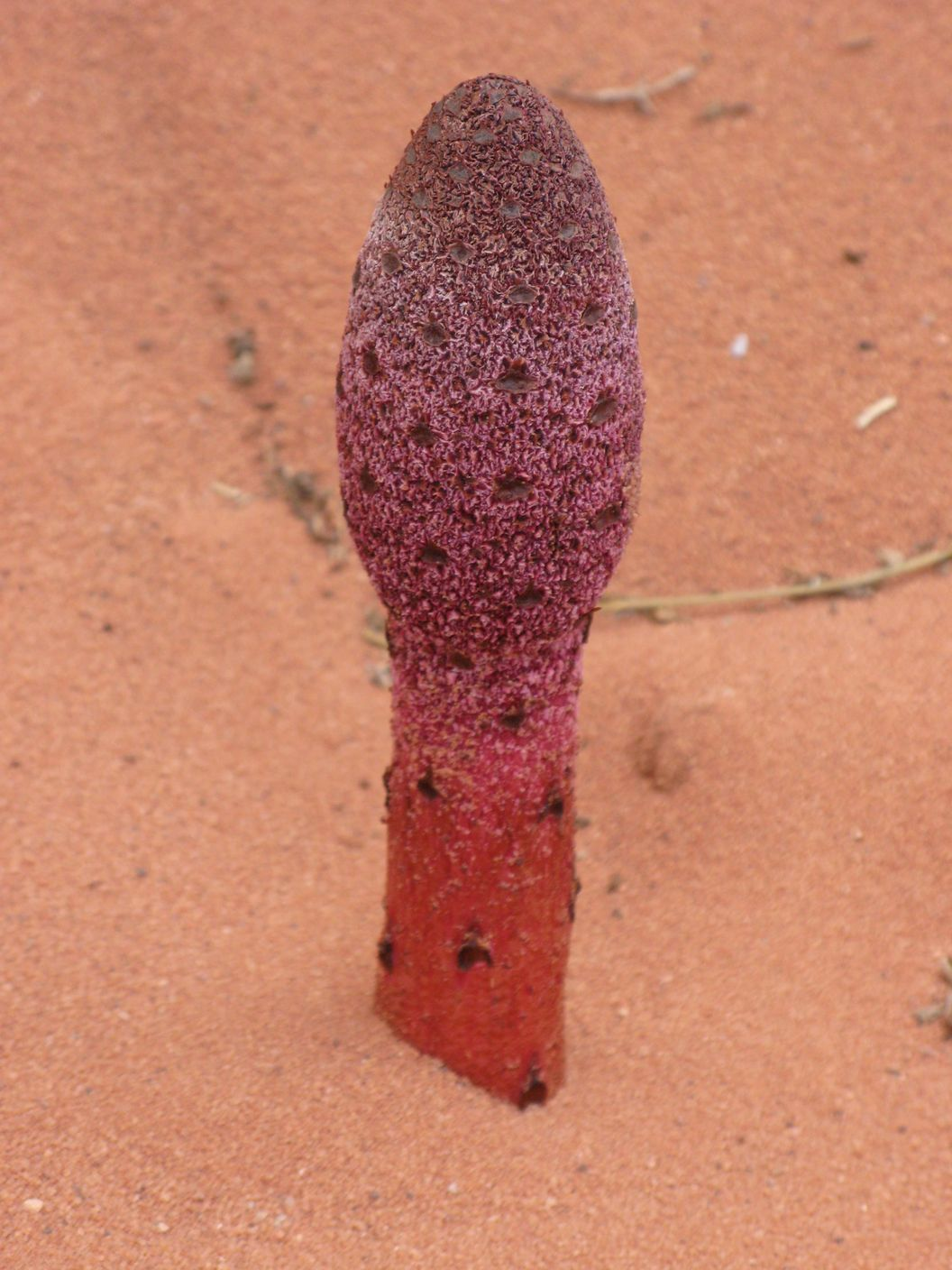
detalle de la planta

## Descripción
Es una planta perenne geofita que pasa la mayor parte de su vida como rizoma compuesto por gran cantidad de haustorios adheridos a la planta huésped, de la cual es totalmente dependiente (holoparásita), por lo tanto carece clorofila. La inflorescencia espiciforme, surge al final de un tallo (cuya mayor parte permanece bajo tierra) carnoso de color rojo oscuro o casi negro, con minúsculas hojas escamosas sentadas, de hasta de 8 mm; alcanza entre 10-30 cm de altura. Las flores, de color escarlata, pediceladas, actinomorfas, unisexuales, con perianto simple petaloideo, son de las más pequeñas de las angiospermas. Las masculinas con perianto formado por 5-7 piezas libres y un estambre, a diferencia de las femeninas, con 3-5 piezas soldadas al ovario, semiínfero y monocarpelar, con un rudimento seminal. Fruto aqueniforme, de unos 2 mm. Semilla esférica y lisa, de 1 mm. Esta especie tiene un periodo de reposo vegetativo durante el cual la parte aérea desaparece. El periodo de rebrote comienza a final de invierno, creciendo paulatinamente hasta el momento de su floración en plena primavera.

## Distribución y hábitat
Es parásita de raíces de Amaranthaceae y otras especies halófilas, mediante haustorios (órganos chupadores) que salen del rizoma ramificado. También se suele encontrar sobre matorrales halonitrófilos desarrollados sobre suelos arenosos y saladares, desde el nivel del mar hasta 500 m de altitud. Actualmente se puede encontrar en prácticamente toda la región mediterránea y en las estepas centroasiáticas. En la península ibérica se puede encontrar en su mitad sur, sobre todo en zonas litorales, desde el Algarve portugués hasta Alicante, y en zonas de interior (Albacete, Granada, Toledo). En Andalucía se han contabilizado hasta 8 poblaciones en las siguientes localidades: 5 en Almería (Playa de Torregarcía, Tabernas, Cabo de Gata, la Ribera de la Algaida, Punta Entinas-Sabinar), 2 en Granada, 1 en Ayamonte (Huelva. Una característica de sus poblaciones es que están muy dispersas entre sí.
Fuera de la península ibérica se localiza en Sicilia, Cerdeña, Túnez, Palestina, Sinaí, Irán oriental hasta Asia central.

## Taxonomía
Cynomorium coccineum fue descrita por Carlos Linneo  y publicado en Species Plantarum 970. 1753.
Etimología
Cynomorium: nombre genérico que deriva del griego:  kynomórion, - latinizada cynomorion para kynós = "perro" y mórion = "pene". Linneo adoptó el género creado por Micheli para esta planta parásita, la que algo se parece al pene de un perro.
coccineum: epíteto latino que significa "de color escarlata".
Variedad:
- Cynomorium coccineum subsp. songaricum' (Rupr.) J.Léonard

Sinonimia
subsp. songaricum (Rupr.) J.Léonard
- Cynomorium purpureum Rupr.
- Cynomorium songaricum Rupr.	[4]

## Nombre común
- Cipote de lobo, calaguala falsa,  calaguala falsa, carajos de moro, cipote, esponja de Malta, hopo de lobo, jopo, jopo de lobo y jopo de Malta.[5]

## Historia
Endémica de una zona de la isla de Malta, hasta épocas relativamente recientes no estaba extendida por toda la isla sino que tan sólo crecía en un lugar muy concreto denominado la Roca del General, una gran formación rocosa de unos 60 m de altura sobre el nivel del mar cuya parte superior forma una mesa. Actualmente se puede encontrar en otras regiones y países, incluso en España.

Durante la Edad Media se le atribuían poderes mágicos y curativos siendo muy apreciadas por los Caballeros de la Orden de Malta, con la que combatían disfunciones sexuales, disentería y otras enfermedades. La roca Fungus donde crecía en la Edad Media era fuertemente custodiada para evitar su rapiña, se sabe que el gran maestre portugués de esta orden Manoel Pinto de Fonseca situó una guardia permanente en sus alrededores ordenando además afilar y limar sus salientes y promontorios para dificultar su escalada. La especie estuvo a punto de extinguirse hasta el punto de que en el año 1800 se prohibió su recolección para evitar su desaparición.